# Stecknadelhorn
El Stecknadelhorn (4.241 m) es una montaña suiza en los Alpes Peninos. Se encuentra en el macizo del Mischabel, en el suizo Cantón del Valais entre el Mattertal y el Saastal. Se trata de un pico poco marcado, una cumbre menor del Dom que está en la Arista Nadel (Nadelgrat), una cresta de alto nivel que va aproximadamente en dirección norte-sur por encima de la localidad de Saas Fee al este, y el Mattertal al oeste. Forma parte del macizo del Mischabel, que culmina en el Dom (4.545 m).
Fue ascendido por vez primera el 8 de agosto de 1887 por Oscar Eckenstein y Matthias Zurbriggen.
Según la clasificación SOIUSA, el Stecknadelhorn pertenece:
- Gran parte: Alpes occidentales
- Gran sector: Alpes del noroeste
- Sección: Alpes Peninos
- Subsección: Alpes del Mischabel y del Weissmies
- Supergrupo: Macizo del Mischabel
- Grupo: Cadena del Mischabel
- Código: I/B-9.V-A.2